# فرودگاه ویچیتا مید-کانتیننت
فرودگاه ویچیتا مید-کانتیننت  (به انگلیسی: Wichita Mid-Continent Airport) یک فرودگاه همگانی با کد یاتا ICT است که یک باند فرود بتن دارد و طول باند آن ۳۱۴۰ متر است. این فرودگاه در کشور ایالات متحده آمریکا قرار دارد و در ارتفاع ۴۰۶٫۳ متری از سطح دریا واقع شده است.

## شرکت‌های هواپیمایی و مقصدهای پروازی

Cities served nonstop from Wichita (as of April 2017)

### مسافری
| شرکت‌های هواپیمایی                    | مقصدهای پروازی                                   |
| ------------------------------------ | ------------------------------------------------ |
| آلاسکا ایرلاینز اجرا توسط هوریزن ایر | سیاتل-تاکوما (آغاز از ۱۸ سپتامبر ۲۰۱۷)           |
| آلاسکا ایرلاینز اجرا توسط اسکای‌وست   | سیاتل-تاکوما (پایان در ۱۷ سپتامبر ۲۰۱۷)          |
| الیجنت ایر                           | مک‌کاران، فینکس-مسا فصلی: لس‌آنجلس، اورلندو سنفورد |
| امریکن ایرلاینز                      | دالاس-فورت ورث                                   |
| امریکن ایگل                          | اوهر شیکاگو، دالاس-فورت ورث                      |
| دلتا ایرلاینز                        | هارتسفیلد-جکسون آتلانتا                          |
| دلتا کانکشن                          | مینیاپولیس−سنت پل                                |
| ساوت‌وست ایرلاینز                     | مک‌کاران، فینکس اسکای هاربر، لامبرت-ست لوی        |
| یونایتد ایرلاینز                     | اوهر شیکاگو، دنور                                |
| یونایتد اکسپرس                       | اوهر شیکاگو، دنور، جرج بوش                       |

### باری
| شرکت‌های هواپیمایی | مقصدهای پروازی                                          |
| ----------------- | ------------------------------------------------------- |
| فدکس اکسپرس       | محلی گاردن ستی، ممفیس                                   |
| یوپی‌اس ایرلاینز   | کانزاس‌سیتی، ویل راجرز، پورتلند، ملی اسپرینگفیلد-برانسون |